# 1224 км (пост)
1224 км — колишній колійний пост Одеської дирекції Одеської залізниці на лінії Колосівка — Одеса-Головна між зупинним пунктом Вікторівка (5,6 км) та станцією Раухівка (1,2 км).
Розташований у Березівському районі Одеської області.
Точна дата відкриття колійного поста невідома. Згідно з тарифним керівництвом колійний пост 1224 км закритий (дата невідома).
Приміські електропоїзди не зупиняються.